# Radivoje Manić
Radivoje Manić, srbski nogometaš in trener, * 16. januar 1972, Pirot.
Za srbsko reprezentanco je odigral eno uradno tekmo.